# Бородин, Дмитрий Николаевич
Дмитрий Николаевич Бородин (Dmitry N. Borodin, 23 ноября 1887—16 июня 1957) — русский энтомолог, американский агроном и физиолог растений, зарубежный сотрудник Н. И. Вавилова.

## Биография
Родился в Уральске в семье общественного деятеля, в будущем депутата I Государственной Думы, известного ихтиолога Николая Андреевича Бородина. Происходил из известного рода уральских казаков, давшего многих атаманов и военачальников. В 1899 году семья переехала в Санкт-Петербург, где отец получил место старшего специалиста по рыболовству департамента земледелия. В 1906 году Дмитрий Бородин — выпускник гимназии Карла Мая. В том же году поступил на естественное отделение физико-математического факультета ИСПбУ. Учился на одном курсе с Б. П. Уваровым и В. М. Шицем. Выпускник университета в 1910 году. В 1910 году стажировался по энтомологии у профессора Отто Бючли в Гейдельбергском университете, вероятно, в это время энтомология вызывала наибольший интерес у Дмитрия Бородина.
В 1915 году по сборам Б. П. Уварова из Киргизии описал новый вид жука Anomala kirgisica из семейства Scarabaeidae.
Занял должность младшего специалиста Департамента земледелия на Полтавской сельскохозяйственной опытной станции в отделе сельскохозяйственной энтомологии. В начале 1914 года основал и стал руководителем Энтомологическое бюро Полтавского губернского земства. Бюро издало отчёт в 1914 году и обзор вредителей Полтавской губернии в 1915, а в течение двух лет, с 1914 по 1915, выпускало «Листки энтомологического бюро». За первый год работы Бюро создало сеть из 597 собственных корреспондентов, провело детальное обследование угодий в губернии. Среди работников Бюро были Б. А. Боженко, Ф. М. Дышлер, В. Ф. Лебедева. Первая мировая война прервала основательно начатую работу.
Мобилизован в действующую армию. Прапорщик (хорунжий) Уральской казачьей дивизии, за участие в боевых действиях награждён несколькими орденами и Георгиевской медалью «За храбрость». Произведён в офицеры за боевое отличие 1915. 11 августа 1915 года в бою под Подбором (Польша) ранен в левую лодыжку:2, 3 , после чего переведён в запасную сотню. Биограф Бородина, Сергей Фокин предполагает, что после ранения он провёл около полутора месяцев на месте своей старой службы в Полтаве, однако воспоминания самого Д. Н. это не подтверждают. После ранения он вернулся в Уральск. После февраля 1917 года комиссар Уральской милиции. Во время Гражданской войны Бородин в белых войсках Восточного фронта в Уральской отдельной армии. С января 1918 года член войскового правительства. С 15 октября 1918-го офицер 15-го конного полка Уральской армии. С 2 декабря 1918 командир, сотник, 1-го конного Северного партизанского полка. По одним сведениям, в конце 1919 года воевал на Зауральской стороне, к началу декабря личный состав сократился почти втрое (с 400 сабель в октябре до 150 сабель). Сотник Д. Н. Бородин, командовал полком вместе хорунжием М. Д. Сальниковым. По другим сведениям с 31 июля 1919 командир полка 5-й Уральской казачьей дивизии.
По словам А. А. Любищева, знавшего Бородина со студенческих лет, он покинул Россию после тяжелого ранения. Был эвакуирован из Новороссийска вместе с женой и двумя детьми в марте 1920 года на корабле «Буковина» как сотрудник министерства земледелия в Деникинском правительстве. В мае 1920 в Югославии, позднее в том же году находился в Болгарии. 21 ноября 1920 года на пароходе «Саксония», вышедшем из Шербурга, прибыл в США.
В 1921 году работал по энтомологии в Калифорнийском университете.
Встретившись осенью 1921 года в Калифорнии с Н. И. Вавиловым, предложил ему организовать пересылку семенных образцов, интересных для селекции, из США в Россию. В результате под руководством Бородина было открыто «Русское сельскохозяйственное бюро» (Russian Agricultural Bureau), Нью-Йоркское отделение отдела прикладной ботаники и селекции Государственного института опытной агрономии. Лишь за первые два года работы Бюро переслало в Петроград 8 000 образцов селекционных семян и более 5 500 брошюр и книг. Иногда речь шла о самом элементарном: «Пожалуйста пришлите, если можно, штук 6-10 обыкновенных ручек с чернилами, какие Вы мне покупали перед отъездом. Они очень нужны, а также для каждой ручки по одному флакону чернил, так как чернил здесь не имеется» — писал Н. И. Вавилов. С 1924 года Бюро под руководством Бородина стало издавать специальный журнал «Обозрение американского сельского хозяйства». Над Бородиным постоянно сгущались тучи, но Вавилов его защищал. Бородин был отстранён от руководства Бюро, но затем вновь восстановлен на этом посту по ходатайству Н. И. Вавилова. Летом 1926 года Бородин писал Вавилову, что уже полгода не получает жалования. 6 апреля 1927 года Бородин был окончательно выведен за штат ведомства.
Снабжение Советской России литературой и сельскохозяйственным семенным фондом, организованное Бородиным, в 1922—1923 годах проходило через организацию ARA (American Relief Administration). В 1922 году Бородин принимал участие в работе американской комиссии по оказанию помощи голодающим в России.
В середине 1920-х годов Бородин помог Н. К. Рериху наладить связи с чиновниками в России и США. Как отмечает А. И. Андреев, «советско-американский агроном» всё больше входил в глобальный азиатский проект Рериха, прежде всего его интересовала алтайская экономическая часть предприятия, а именно рериховская корпорация «Белуха», которая планировала получить концессию на Юго-Западном Алтае. В 1925 году он организовал встречу в Париже с полпредом России Л. Б. Красиным представителей рериховских учреждений.
В последний раз Бородин и Вавилов виделись на VI генетическом конгрессе в Итаке (США) в августе 1932 года, их переписка прекратилась в 1934 году.
Был сотрудником Колумбийского университета, написал несколько работ по агротехнике, одно время увлекался яровизацией «по Лысенко», работал на Морской биологической станции в Вудсхоле по экспериментальной биологии, был гостем в лаборатории профессора Т. Х. Моргана в Пасадене, в надежде начать «что-то генетическое». Был он какое-то время увлечен сбором материалов о русских биологах и даже написал о них несколько заметок.
Бородин был активным участником Русского объединенного общества взаимопомощи в Америке (РООВА). Он похоронен на казачьем участке Владимирского кладбища при ферме РООВА в Нью-Джерси. Скончался он в Нью-Йорке 16 июня 1957 года.

## Награды
- Орден Святой Анны III степени с мечами и бантом (26.05.1916)[23]
- Орден Святой Анны IV степени с надписью «За храбрость» (Анненское оружие) (12.11.1915)[24]
- Орден Святого Станислава II степени с мечами (01.07.1916)[25]
- Орден Святого Станислава III степени с мечами и бантом (26.05.1916)[23]
- Георгиевская медаль IV степени

## Семья
- Первая жена — в марте 1920 из Новороссийска на корабле «Буковина» Д. Н. Бородин выехал в эмиграцию вместе с женой и двумя детьми[6]
  - Двое детей от первого брака[6].
- Вторая жена — Вирджиния У. Бородин (Virginia W. Borodin, в девичестве Wismer, 1911—2002)[7]:V, VI
  - Сын — Владимир, один из редакторов воспоминаний отца, опубликованных в 2016 году.
  - Сын — Павел Д. Бородин, женат на Charlis Borodin[7]:VI[26]
  - Дочь — Helen Jean Borodin Kaufman[7]:IX.
- Мать — Лидия Семёновна, в девичестве Донскова[27], осталась в Советской России, в 1930 году жила в Ленинграде[7]:88[13].
- Младший брат[8] — имя?, замёрз 11 февраля 1920[7]:217.
- Сестра — Татьяна (1898—1937), архитектор по профессии[8], как сообщает архивная справка: уроженка г. Уральск, русская, беспартийная, в момент ареста без определенных занятий, проживала: г. Ленинград, пр. Карла Либкнехта, д. 65, кв. 22. Арестована 20 сентября 1937 г. Особой тройкой УНКВД ЛО 28 сентября 1937 г. приговорена по ст. ст. 58-10-11 УК РСФСР к высшей мере наказания. Расстреляна в г. Ленинград 4 октября 1937 г.[28]

## Труды
- Уваров Б. П., Бородин Д. Н. Очерк флоры средней Эмбы // Русский ботанический журнал. — 1909. — No 6. — S. 94-123.
- Бородин Д. Н., 1909. Борьба с саранчой в Джизакском уезде. — Туркест. Куръер, 150, 151. Ташкент.
- Бородин Д. Н., 1913. Железные щиты при борьбе с саранчой. Тифлис: 1-8.
- Бородин Д. Н., 1914. Действие бактерий д,Эрелля на перелетную саранчу. — Энтомол. вестник, 2(1): 54-87. Киев.
- Бородин Д. Н., 1914. Медведка и борьба с ней. // Хуторянин, 38.
- Бородин Д. 1914. Действие бактерии Д’Эрреля на перелетную саранчу. Киев, 31 c.
- Бородин Д. Н., 1915. Вопрос о бактериальном методе борьбы с саранчой. — Тр. 1-го Всерос. съезда деят. поприклад. энтомол. в Киеве в 1913 г. Киев. с. 37-46.
- Borodin D. N. 1915. De specie nova genreis Anomala e Kirgisia (Coleoptera, Scarabaeidae). // Revue russe d’Entomologie. Vol. 15 р. 511—512 [in Latin].
- Borodin D. N. 1916. On the discovery of two egg parasites in the environs of Starovpol. Любитель природы, Petrograd 11(5): 126—129. [in Russian].
- Borodin D. N. 1922. The present status of Entomology and Entomologists in Russia. Journal of Economic Entomology, Volume 15, Issue 2, 1 April 1922, p. 172—177, ,
- Borodin D. N. Practice of Estimating losses caused by Insect Pests to the small giains in Russia. JI. Eco. Ent. XIX, 227—235 ; April 1926.
- Borodin D. N. 1929. Russian field crops in the United States. Pages 61–86 in B.M. Duggar, ed. Proc. Internat. Congress Plant Sci. 1926. Vol. 1. Ithaca, NY. Collegiate Press, George Banta Publishing Co., Menasha, WI.
- Borodin D. N. 1929. Vergleichende histologie der hautorgane bei den Chloraemiden (Polychaeta). // Zeitschrift für Morphologie und Ökologie der Tiere, 16, 26-48.
- Borodin D. N. Energy emanation during cell division processes(M-rays). // Plant Physiol. 1930 Jan; 5(1) p. 119—129.
- Borodin D. N. Yarovization formulas for winter oats and barleys // Am. Jour. Bot, 1933 V 20, p. 677—678.
- Borodin D. Yarovization formulas for winter oats. New York, 16 pp.
- Borodin D. N. 1934. M-rays macro-effect and planimetric drop culture method // Internat. Congress of Electro-Radio-Biology, Venice 75
- Borodin D. N. 1935. M-rays macro-effect and planimetric drop culture method // Radiobiol Generalis 3: 802—816

### Биографии русских учёных
- Borodin D., 1921; Mr. N. V. Kurdiumoff Russian Entomologist Died 1917: In Memoriam, Journal of Economic Entomology, Volume 14, Issue 4, 1 August 1921, Hist. Applied En t., pp. 299,300,301,303, 1930.
- Borodin, D. N., 1940. Doctor A. K. Mordwilko 1867—1938. Annals of the Entomological Society of America. 33(3):487-494
- Borodin D. N. Dr. Nikolai K. Koltzoff // Journal of Heredity. 1941. № 10. P. 347—349, русск. перев. Бородин Д. Н. Доктор Николай К. Кольцов: 1871—1940; пер. и коммент. Е. В. Раменского // Природа. — 2012. — № 10. — С. 74-76
- Borodin D. N. 1949. Nicholas J. Kusnezov (1873—1948) // The Lepidopterist’s News, III (3): 29-31

### Мемуары
- Dmitry N. Borodin. From the Ural Steppes : 1914—1920, Edited by V. D. Borodin. Createspace Independent Publishing Platform. 2016. 236 p.

## Отзывы современников
Отзывы современников (и не только их) о Д. Н. Бородине очень противоречивы: для эмигрантов он слишком «красный», для советских — слишком «обамериканился» и служит «не Богу, а Мамоне» (Вавилов).
Ф. Г. Добржанский писал Ю. А. Филипченко:
«Надо Вам сказать, что этот Бородин тип весьма гнусный во всех отношениях». «С Вашей оценкой нравственных качеств Бородина я вполне согласен, только уподобил бы его не хищнику, а скорее стервятнику»

### Рекомендуемые источники
- Трускинов Э. В. Русское сельскохозяйственное представительство в Америке (в свете переписки Н. И. Вавилова и Д. Н. Бородина). СПб., ВИР, 2012. — 92 с. ISBN 978-5-905954-03-0
- Ульянкина Т. И. Личность Н. И. Вавилова в переписке с учеными-эмигрантами (Д. Н. Бородин, США) // Научные идеи Н. И. Вавилова в историческом контексте развития генетики XX века. М., 2013. С. 56—81.
- Международная переписка В. И. Вавилова. Т. 1. М., 1994. С. 523; Т. 4. М., 2001. С. 527.
- Пыженков В. И. Н. И. Вавилов и Нью-Йоркское отделение Бюро прикладной ботаники (ВИР). Санкт-Петербург. 2007. 50 c.